# Amerikanische Gespenstfledermäuse
Die Amerikanischen Gespenstfledermäuse (Diclidurus) sind eine Gattung der Fledermäuse aus der Familie der Glattnasen-Freischwänze. Neben der Weißen Fledermaus gehören sie zu den einzigen hellgrau bis weiß gefärbten Fledermäusen. Sie sind in den Tropen Zentral- und Südamerikas beheimatet.

## Beschreibung
Im Gegensatz zu anderen Vertretern der Familie der Glattnasen-Freischwänze (Emballonuridae) haben Fledermäuse der Gattung Diclidurus keine Taschen an den Flügeln, sondern besitzen eine drüsenartige Struktur in Form einer Tasche in der Mitte der Schwanzflughaut. Der Gattungsname Diclidurus leitet sich vom griechischen diklís, diklídos („zweiflüglig“) ab, was sich auf die zweiteilige Struktur der Tasche in der Schwanzflughaut bezieht.
Amerikanische Gespenstfledermäuse erreichen eine Kopf-Rumpf-Länge von 50 bis 80 mm. Die Augen sind groß und die Ohren kurz und rund. Der kurze Daumen hat nur eine rudimentäre Klaue, die teilweise von der Flughaut bedeckt wird.
Alle Arten der Amerikanischen Gespenstfledermäuse fliegen relativ hoch und sind daher mit den üblichen bodennahen Netzen kaum zu fangen. Daher sind die Arten mit Ausnahme der weit verbreiteten Diclidurus albus wenig erforscht.

## Arten und Verbreitung
- Diclidurus albus (Wied-Neuwied, 1820)
- Diclidurus ingens (Hernandez-Camacho, 1955)
- Diclidurus isabellus (Thomas, 1920)
- Diclidurus scutatus (Peters, 1869)

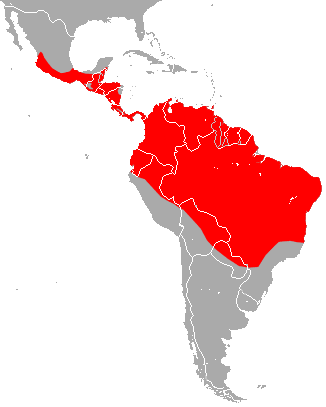
Verbreitungsgebiet von Diclidurus albus
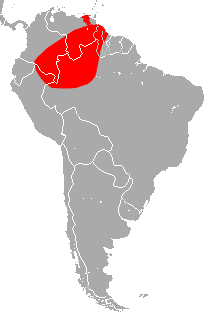
Verbreitungsgebiet von Diclidurus ingens
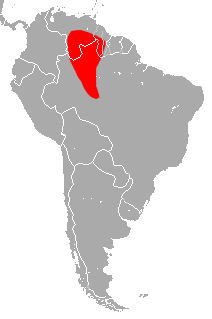
Verbreitungsgebiet von Diclidurus isabellus
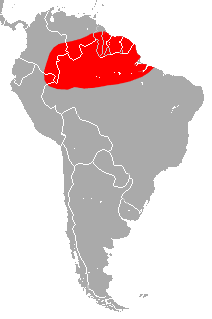
Verbreitungsgebiet von Diclidurus scutatus

## Lebensraum
Alle Arten der Amerikanischen Gespenstfledermaus sind meistens in der Nähe von Bächen oder in anderen feuchten Gebieten anzutreffen. Während Diclidurus albus eine relativ häufig beobachtete Art ist, sind nur wenige Individuen der anderen Arten jemals gefangen worden. Entsprechend ist wenig über deren Lebensweise und Gefährdung bekannt.
Während Diclidurus albus in Zentral- und Südamerika beheimatet ist, findet man Diclidurus ingens, Diclidurus isabellus und Diclidurus scutatus nur im Norden Südamerikas.